# Noctua erosa
Noctua erosa är en fjärilsart som beskrevs av Fabricius 1798. Noctua erosa ingår i släktet Noctua och familjen nattflyn. Inga underarter finns listade i Catalogue of Life.